# Rudolf Redtenbacher
Rudolf Redtenbacher (* 17. Mai 1840 in Zürich; † 21. Dezember 1885 in Freiburg i.Br.) war ein österreichischer Architekt und Kunstschriftsteller.

## Leben
Redtenbacher war der Sohn von Ferdinand Redtenbacher und wuchs in Karlsruhe auf. Er begann zunächst Maschinen-Ingenieurwesen in Karlsruhe zu studieren, wechselte dann aber zur Architektur. Das Architekturstudium setzte er an der Berliner Bauakademie, an der Dresdner und später an der Wiener Kunstakademie fort.
Seine erste Stelle trat Redtenbacher an der Bauhütte des Regensburger Doms unter Franz Josef Denzinger an. Mit Denzinger wechselte Redtenbacher 1869 zur Bauhütte des Doms in Frankfurt a. M. über. Etwas später bereiste er für längere Zeit Italien, woraus einige Publikationen entstanden. Nach der Rückkehr trat er in den Niederlanden in die Kommission der Rijksadviseurs ein. In dieser Zeit arbeitete er außerdem zahlreiche Vorträge aus und arbeitete an verschiedenen Zeitschriften mit. Seine Hoffnung auf eine feste Stellung als Professor, erfüllte sich allerdings nicht. Er blieb vielmehr Fachschriftsteller und hielt sich abwechselnd in Karlsruhe, Stuttgart, München, im bayerischen Gebirge, in Wien oder in Italien auf. Kurz vor seinem plötzlichen Tod durch einen Schlaganfall hatte er von der badischen Regierung den Auftrag erhalten, die weltlichen Baudenkmäler des Landes zu inventarisieren.
Redtenbacher wurde in Karlsruhe an der Seite seines Vaters beigesetzt.

## Veröffentlichungen (Auswahl)
- Beiträge zur Kenntniss der Architectur des Mittelalters in Deutschland: Originalaufnahmen grösstentheils noch nicht veröffentlichter Architecturmotive von Denkmälern deutscher Baukunst. Veith, Karlsruhe 1872.
- Denkschrift über die Baudenkmäler im Deutschen Reiche ihre Inventarisirung, Aufnahme, Erhaltung und Restauration. Berlin 1874.
- Beiträge zur Baugeschichte von St. Peter in Rom. In: Zeitschrift für bildende Kunst, Bd. 9 (1874), S. 261–315.
- Mittheilungen aus der Sammlung architektonischer Handzeichnungen in der Gallerie der Uffizien zu Florenz, Bd. 1: Baldassare Peruzzi und seine Werke. Veith, Karlsruhe 1875.
- Vorbilder für Bautischler-Arbeiten: Sammlung ausgewählter Bautischler-Arbeiten der Renaissance in Italien. Veith, Karlsruhe 1875 (Digitalisat).
- Die ursprünglichen Entwürfe für St. Peter in Rom. In: Kunstchronik. Wochenschrift für Kunst und Kunstgewerbe, Bd. 10 (1875), S. 593–597 (Digitalisat).
- Der Thurmhelm des Freiburger Münsters. In: Kunstchronik. Wochenschrift für Kunst und Kunstgewerbe, Bd. 11 (1876), S. 748–752 (Digitalisat).
- Nachträgliches über den Thurmhelm am Freiburger Münster. In: Kunstchronik: Wochenschrift für Kunst und Kunstgewerbe, Bd. 11 (1876), S. 813–818 (Digitalisat).
- Steinmetzzeichen von deutschen Bauwerken: gesammelt und in chronologischer Übersicht zusammengestellt. Darmstadt 1877.
- Leitfaden zum Studium der mittelalterlichen Baukunst: Formenlehre der deutschen und französischen Baukunst des romanischen und gothischen Stiles auf Grundlage ihrer historischen Entwicklung. Weigel, Leipzig 1881 (Digitalisat).
- Tektonik: Principien der künstlerischen Gestaltung der Gebilde und Gefüge von Menschenhand, welche den Gebieten der Architektur, der Ingenieurfächer und der Kunst-Industrie angehören. v. Waldheim, Wien 1881 (doi:10.3931/e-rara-11789).
- Die Architektonik der modernen Baukunst: ein Hülfsbuch bei der Bearbeitung architektonischer Aufgaben. Ernst & Korn, Berlin 1883.
- Neue Mitteilungen aus den Uffizien in Florenz. In: Kunstchronik: Wochenschrift für Kunst und Kunstgewerbe, Bd. 19 (1884), S. 245–251 und S. 261–266 (Digitalisat).
- Die Architektur der italiänischen Renaissance: eine Entwicklungsgeschichte und Formenlehre derselben; ein Lehr- und Handbuch für Architekten und Kunstfreunde. Keller, Frankfurt a. M. 1886.

## Ehrungen
- Goldene Ehrenmedaille für Kunst und Wissenschaft